# Litchfield (Maine)
Litchfield es un pueblo ubicado en el condado de Kennebec en el estado estadounidense de Maine. En el Censo de 2010 tenía una población de 3.624 habitantes y una densidad poblacional de 35,28 personas por km².

## Geografía
Litchfield se encuentra ubicado en las coordenadas 44°10′20″N 69°56′4″O / 44.17222, -69.93444. Según la Oficina del Censo de los Estados Unidos, Litchfield tiene una superficie total de 102.71 km², de la cual 96.96 km² corresponden a tierra firme y (5.6%) 5.75 km² es agua.

## Demografía
Según el censo de 2010, había 3.624 personas residiendo en Litchfield. La densidad de población era de 35,28 hab./km². De los 3.624 habitantes, Litchfield estaba compuesto por el 97.05% blancos, el 0.83% eran afroamericanos, el 0.33% eran amerindios, el 0.25% eran asiáticos, el 0% eran isleños del Pacífico, el 0.14% eran de otras razas y el 1.41% pertenecían a dos o más razas. El 0.91% del total de la población eran hispanos o latinos de cualquier raza.